# The Unwritten Law (film 1925)
The Unwritten Law è un film muto del 1925 diretto da Edward J. LeSaint. Prodotto da Harry Cohn, era interpretato da Elaine Hammerstein, Forrest Stanley, William V. Mong, Mary Alden, Charles Clary, Johnny Fox, William A. Carroll.

## Trama
La segretaria privata di John Randall, Helen Merritt, si innamora di Jack Wayne, uno dei dipendenti di Randall. Quest'ultimo, innamorato a sua volta della segretaria, manda Jack in Messico, dichiarando poi falsamente che Wayne è rimasto ucciso in una rissa da bar. L'uomo, per conquistare Helen, paga i debiti del padre della ragazza, un colonnello sudista ormai ridotto in povertà. Invita poi Merritt e la figlia nella sua residenza di Long Island. Facendole una corte serrata, convince Helen - che piange ancora la morte del fidanzato - ad accettare la sua proposta di matrimonio, promettendole di prendersi cura di suo padre al quale assicurerà in questo modo una tranquilla vecchiaia. Quando Jack ritorna dal Messico e si reca a Long Island, trova Helen che si è appena sposata. Randall, allora, confessa le sue manovre per dividere i due fidanzati. Ma, piuttosto che provocare uno scandalo, Helen decide di restare comunque con lui. L'uomo, però, resta misteriosamente ucciso. Sospettata del delitto, Helen è arrestata nonostante una falsa confessione di Jack che cerca in questo modo, inutilmente, di salvarla. La vera colpevole è, invece, la governante di Randall, Miss Grant. Ex-amante del milionario, la donna confessa allo sceriffo di essersi così vendicata perché Randall non aveva mantenuto la promessa che le aveva fatto di dare un nome al loro bambino.

## Produzione
Il film fu prodotto dalla Columbia Pictures Corporation sotto la supervisione di Harry Cohn.

## Distribuzione
Il copyright del film, richiesto dalla Columbia Pictures Corp., fu registrato il 15 agosto 1925 con il numero LP21732.
Distribuito dalla Columbia Pictures, il film uscì nelle sale cinematografiche statunitensi il 1º agosto 1925. La Film Booking Offices (FBO) lo distribuì nel Regno Unito il 16 agosto 1926 in una versione di 1.670,3 metri.
Copia completa della pellicola si trova conservata negli archivi della George Eastman House di Rochester e in quelli della Library of Congress di Washington.